# Biologická zdatnost
Biologická zdatnost, též fitness, vyjadřuje cenu jedince z hlediska evoluce.
Fitness vyjadřuje schopnost konkrétního jedince předat své geny dalším generacím, což většinou znamená dožít se reprodukčního věku a úspěšně přivést na svět úspěšné potomky. Záleží na mnoha faktorech – na vlastnostech jedince i na zdatnosti ostatních jedinců v populaci. Určuje se zpětně podle množství potomků, které organismus zanechal. Jde o relativní hodnotu sloužící k porovnání úspěšnosti různých jedinců.
Evoluční fitness sama je vlastně veličina měřící intenzitu přirozeného výběru v rámci jedné generace. Při násobení generacemi však můžeme vypočítat například za jak dlouho se určitý poddruh v populaci fixuje.

## Zjišťování biologické zdatnosti
Neexistuje jako objektivně daná veličina, lze měřit pouze nepřímo, podle počtu potomků, které organismus zanechá po dostatečném počtu generací.
Je ovlivněna mnoha faktory, mimo jiné rychlostí množení a plodností (fertilitou). Uplatňují se vlastnosti, které ovlivňují schopnost přežít nebo rozmnožit se. Tyto vlastnosti mají společnou schopnost být preferovány přírodním výběrem a tak zvyšovat svou frekvenci v genofondu populace. Dá se rozdělit na jednotlivé části fitness - plodnost (fertilitu), životaschopnost (viabilitu) a sexuální zdatnost (schopnost obstát v pohlavním výběru).
V klasické populační genetice označuje míru, s jakou určitý genotyp přispívá do následující generace.
Genotyp jedinců, na který nepůsobí žádný tlak má selekční hodnotu w=1, a ostatní genotypy hodnotu w=1-s1, kde s1 je selekční tlak proti danému fenotypu. Proto v populační genetice nabývá fitness hodnoty od 0 po 1.

## Dělení biologické zdatnosti
Při studiu altruistického chování je nutné rozlišit dva druhy biologické zdatnosti. Toto dělení zavedl W.D. Hamilton
- Exkluzivní zdatnost - je zdatnost samotného organismu
- Inkluzivní zdatnost - zahrnuje zdatnost organismu i jeho příbuzných. Při počítání příspěvku příbuzných jedinců je nutné jejich příspěvek vynásobit koeficientem příbuznosti. Ten se pohybuje od 1 (jednovaječná dvojčata) k 0 (nepříbuzní jedinci). Sourozenci a rodiče mají index 1/2, sestřenice, bratranci a prarodiče 1/4. Z toho vyplývá, že pomoci dvěma sourozencům k rozmnožení je stejně evolučně výhodné, jako se rozmnožit sám. Inkluzivní zdatnost vysvětluje možný vznik altruismu i eusociality.

## Možné problémy
Odpůrci evoluční teorie namítají, že fitness je definována tautologicky neboli kruhem – fitness určuje míru schopnosti předat své geny dalším generacím, ale co určí, zda jedinec předá své geny, je jeho fitness. Termín fitness ale není základním kamenem evoluční teorie, je pouze užitečnou zkratkou, která umožňuje vyjádřit jednoslovně myšlenku "schopnost-předávat-své-geny-dalším-generacím" bez nutnosti opisu.